# Rui Marques
Rui Manuel Marques (ur. 3 września 1977 w Luandzie) – angolski piłkarz występujący na pozycji obrońcy. Obecnie nie gra w żadnym klubie.

## Kariera klubowa
Rui Marques urodził się w Angoli, lecz jeszcze jako dziecko wyemigrował do Portugalii. Jego pierwszym profesjonalnym klubem nie była jednak żadna z portugalskich drużyn, a szwajcarski FC Baden. Po sezonie spędzonym w Szwajcarii, Marques trafił do SSV Ulm 1846. W Niemczech pozostał na dłużej, jednak nie w klubie z miasta Ulm. Angolczyk przeniósł się do 1. Bundesligi, najpierw zaliczając epizod w Herthcie Berlin, by w końcu trafić do VfB Stuttgart. To dopiero w tym klubie, Marques pozostał na dłużej, nie odchodząc już po jednym sezonie. Piłkarz grał tutaj od 2001 do 2004 roku, występując w 34 meczach i nie strzelając żadnej bramki. W sezonie 2004/05 przyszedł czas na kolejne zmiany. Rui opuścił Niemcy, powracając do Portugalii - tym razem do CS Marítimo. Tam również grał krótko i już w następnym sezonie trafił do angielskiego Leeds United. Nie mógł jednak znaleźć uznania w oczach trenera i pod koniec sezonu 2005/2006 został wypożyczony do Hull City. Po powrocie do Leeds angolski zawodnik stał się jego podstawowym graczem. W sezonie 2009/2010 był już rezerwowym, Leeds awansowało do Championship, a Rui Marques został wolnym zawodnikiem.

## Kariera reprezentacyjna
Rui Marques jest reprezentantem Angoli. Był uczestnikiem Mistrzostw Świata 2006 oraz Pucharu Narodów Afryki 2008 i 2010.